# Fehring
Fehring é uma cidade da Áustria, situada no distrito de Südoststeiermark, no estado da Estíria. Tem 87,28 km² de área e sua população em 2019 foi estimada em 7.246 habitantes.